# Formica ferocula
Formica ferocula é uma espécie de formiga do gênero Formica, pertencente à subfamília Formicinae.